# Cecina (Fluss)
Der Cecina (betont auf dem "e") ist ein italienischer Fluss in der Toskana.

## Verlauf
Er entspringt auf 812 m Höhe in der Nähe von Gerfalco, einem Ortsteil von Montieri in der Provinz Grosseto, zieht sich durch die Colline Metallifere und mündet bei der Stadt Cecina (Provinz Livorno) in das Tyrrhenische Meer. Hierbei durchläuft er die Provinzen Grosseto (Montieri), Siena (Casole d’Elsa und Radicondoli), Pisa (Castelnuovo di Val di Cecina, Guardistallo, Montecatini Val di Cecina, Montescudaio, Pomarance, Riparbella und Volterra) und Livorno (Cecina). Der Fluss ist ca. 78 km lang. An seinem Oberlauf zählt er zu den saubersten Flüssen in Italien.

## Geschichte
Der Name des Flusses ist etruskischer Herkunft und bezeichnet einen Familiennamen.